# 대한민국 군사법원
대한민국 군사법원(軍事法院, 영어: Military Court of Korea)은 대한민국에서 군사재판을 관할하는 군사법원으로, 헌법상 특별법원에 해당하며 군사법원법에 따라 조직된다. 헌법 제111조 제2항에 따라 자체적인 최고법원 없이 대법원을 그 최종심급으로 두고 있다.

## 법적 근거
현행 군사법원 제도는 대한민국 헌법 제110조 제1항 및 군사법원법에 그 근거를 두고 있다. 헌법 제110조 제1항, 제3항은 군사법원에서 사법권을 행사하는 주체를 '재판관'으로 규정하고 있는데, 헌법 제111조 제2항이 헌법재판소에서 사법권을 행사하는 주체를 '재판관'으로 하면서도 그 자격을 헌법 제101조 제1조, 제3항에 따른 법관과 동등하게 규정하고 있는 반면, 헌법 제110조 제3항에 따른 군사법원의 재판관은 그 자격이 법관에 비해 어떠해야 하는지에 관해서 아무런 서술이 없다는 것이 특징적이다. 이는 군사재판의 특수성을 고려하여 군사법원은 법률가가 아닌 장교 등을 재판관으로 임명할 수 있도록 하는 예외를 둔 것이다. 이러한 예외에 따라 군사법원법 제22조 제3항은 재판관의 구성을 군판사(軍判事, military judge)와 심판관(審判官, adjudicator)으로 나누며, 법률가인 군법무관들은 군판사로, 영관급 이상의 장교들은 심판관으로 군사재판에 관여하게 된다.
한편으로, 헌법 제110조 제2항은 군사법원의 상고심을 대법원의 관할로 두면서도 정작 군사법원을 어떤 기관의 산하에 설치할 것인지에 관하여 아무런 규정을 두지 않은 채 제3항에 따라 법률사항으로 위임하고 있다. 이에 대해 군사법원을 군부대 내에 설치하도록 하는 군사법원법이 위임입법의 한계를 일탈할 것이라는 헌법소원이 제기된 바 있으나, 헌법재판소는 1996년 해당 조항이 헌법에 위배되지 않는다는 결정을 내렸다.

## 군사법원의 관할
2021년 개정되어 2022년 7월부터 시행을 앞둔 군사법원법(법률 제18465호, 이하 '개정 군사법원법')은 군형법 제1조 제1항 내지 제4항에 따른 군형법 적용대상인 군인, 군무원 및 간첩죄를 저지른 민간인 등에 대해 원칙적으로 재판관할을 지니도록 하되(제2조 제1항), 예외적으로 군인 및 군무원 등의 성폭력범죄나, 군인 및 군무원이 사망한 경우 그 원인이 되는 범죄나, 군인 및 군무원이 입대하기 전에 행한 범죄에 대해서는 민간의 일반법원, 즉 대한민국 법원이 재판을 할 수 있도록 규정하고 있다(제2조 제2항). 다만, 국가안전보장, 군사기밀보호, 그 밖에 이에 준하는 사정이 있는 때에는 위와 같이 개정 군사법원법 제2조 제2항에 해당하는 범죄라도 국방부장관의 결정에 따라 군사법원에서 재판을 진행하도록 할 수 있고(제2조 제4항), 그 결정에 대해 검사나 고소권자가 불복하는 경우 대법원이 그 관할에 대한 분쟁을 단심제로 심리하게 된다(제2조 제5장).
민간인이 군사법원에서 관할하는 범죄와 다른 여러 범죄들을 동시에 저지른 경우 이 범죄들을 어디에서 재판할 것인지가 문제될 수 있는데, 이에 관하여 2016년 전까지 대법원은 민간이 행한 여러 범죄 중 한 건이라도 군사법원에 관할이 있다면 나머지 사건에 대해서도 해석상 군사법원에 관할을 인정하는 취지였으나, 2016년 이후 대법원은 민간인이 행한 여러 범죄 중 군사법원의 관할에 속하지 않는 나머지 범죄들에 대해서는 민간의 일반법원이 병존하여 관할을 가질 수 있다는 취지로 판례를 변경하였다.
한편으로 현행 군사법원법 제2조 제1항 제1호는 군형법 제66조의 전투용시설방화죄, 제68조의 폭발물파열전투용시설손괴죄, 제69조의 군용시설손괴죄 등을 저지른 민간인에 대해 군사법원이 재판권을 지니지 않는다는 복잡한 규정을 두고 있는데, 이는 대한민국 헌법 제27조 제2항이 민간인이 '중대한 군사상 기밀·초병·초소·유독음식물공급·포로·군용물에 관한 죄'를 범한 경우가 아닌 이상 평시에 군사법원에서 재판을 받지 않도록 하여 민간인이 헌법 제27조 제1항에 따른 헌법상 '법관에 의한 재판을 받을 권리'를 적극인 명문 규정으로 보호하고 있기 때문이다. 이러한 헌법 제27조 제2항의 규정은 제9차 헌법 개정 전 군용물과 군사시설이 병렬적으로 나열되어 있다가 군사시설만이 의도적으로 제거된 것이므로, 헌법재판소는 ‘군사시설’ 중 ‘전투용에 공하는 시설’을 손괴한 민간인에 대해서도 군사법원이 재판권을 지닌다고 규정한 군사법원법 조항을 2013년 위헌으로 선고하였으며, 이에 따라 군형법은 그대로 둔 채 군사법원법만이 개정되면서 재판권에 관한 상세한 규정이 신설되었다.

## 군사법원의 구성
2021년 개정 군사법원법은 평시 군사법원과 전시 군사법원을 엄격하게 분리하여, 평시 군사법원의 재판에는 오직 법률가인 군판사들만이 참여할 수 있도록 하되(제22조), 전시 군사법원의 재판에는 군판사 외에 심판관들이 재판관으로서 관여할 수 있도록 하고(제534조의8), 전시에는 전체 재판의 진행사항을 감독하는 관할관(convening authority)으로서 현직 사령관 또는 국방부장관을 두어 그 관할관이 심판관을 지정하거나 형량을 감경하는 등의 재량을 넓게 행사할 수 있도록 규정하였다(제534조의4). 개정 전 군사법원법은 평시에도 심판관 및 관할관 제도를 두고 있었으며, 개정 군사법원법이 제5편 전시 특례 아래 규정하고 있는 심판관과 관할관의 권한들을 평시에도 행사할 수 있도록 하고 있었다.

## 군사법원의 조직
헌법 제110조 제2항의 해석상 군사법원의 상고심(최종심급)은 반드시 대법원이 관할하여야 하는바, 그 하급심을 어떻게 할 것인지가 군사법원법에 따른 조직사항이 된다. 2021년 개정 군사법원법은 군사법원의 조직을 평시와 전시(사변 또는 이에 준하는 국가비상사태를 포함)로 나누어, 전자는 제1편에서, 후자는 제5편에서 규정하고 있다.

### 평시 군사법원
개정 군사법원법은 평시의 모든 군사법원을 각 부대 소속이 아닌 국방부장관 소속으로 규정하며, 군사법원으로 오직 5개의 '지역군사법원'만을 설치하여 제1심 재판만을 관할하도록 규정하였다(제6조 제1항). 항소심(제2심)은 민간의 서울고등법원이 일괄적으로 관할하도록 하였다(제10조).

#### 지역군사법원
개정 군사법원법 제6조 제1항 [별표1], 제2항 [별표2]에 따른 각 지역군사법원의 목록과 토지관할은 아래와 같다.
- 중앙지역군사법원(서울 소재) : 서울 및 해외파병지역 관할
- 제1지역군사법원(충남 소재) : 대전, 광주, 세종, 충북, 충남, 전북, 전남, 제주 관할
- 제2지역군사법원(경기 소재) : 인천, 경기 관할
- 제3지역군사법원(강원 소재) : 강원 관할
- 제4지역군사법원(대구 소재) : 대구, 부산, 울산, 경북, 경남 관할

### 전시 군사법원
개정 전 군사법원법은 평시 군사법원이 제1심 및 항소심을 모두 관할하도록 하여 평시에도 제1심을 담당하는 보통군사법원을 각 부대에, 항소심을 담당하는 고등군사법원을 국방부에 설치하여 두었는데, 이러한 보통군사법원 및 고등군사법원 제도는 개정 군사법원법 제534조의2에 따라 전시 군사법원에 한정된 제도로서 남게 되었다.

## 같이 보기
- 군사법원
- 군법무관
- 보통군사법원
- 고등군사법원
- 대한민국 사법부
- 대한민국 법원
- 대한민국 대법원
- 대한민국 헌법재판소